# Fire Emblem Awakening
Fire Emblem Awakening (ファイアーエムブレム 覚醒 Faiā Emuburemu: Kakusei?) är ett turordningsbaserat strategi-rollspel som utvecklades av Intelligent Systems till Nintendo 3DS. Det gavs ut av Nintendo den 4 februari 2013 i Nordamerika, och i april samma år i övriga delar av världen. Det är det trettonde spelet i Fire Emblem-serien.

## Utveckling
Spelet tillkännagavs på Nintendos 3DS-presskonferens innan Tokyo Game Show 2011. Den 6 juni 2012, direkt efter en uppvisning av 3DS-spel på E3 2012, avslöjade Reggie Fils-Aimé, Nintendo of Americas president, att spelet planerades släppas i Nordamerika under namnet "Fire Emblem: Awakening".